# BRD7
La proteína 7 que contiene bromodominio es una proteína que en humanos está codificada por el gen BRD7 .

## Interacciones
Se ha demostrado que BRD7 interactúa con IRF2 y HNRPUL1 .

## Azoospermia
La proteína BRD7 es un regulador de la trasncripción que normalmente se expresa altamente en los testículos, particularmente en los espermatocitos meióticos de paquiteno y diploteno y en las espermátidas redondas. Sin embargo, en los testículos de pacientes que presentan detención de la espermatogénesis y azoospermia, se observa que la expresión de la proteína BRD7 está ausente o reducida. Los ratones knockout homocigotos [BRD7 (-/-)] son infértiles y tienen mayor daño en el ADN y apoptosis en su línea germinal.